# Bakary P. Camara
Bakary P. Camara († März 1978) war ein Politiker im westafrikanischen Staat Gambia.
| Parlamentswahl | Stimmen | Stimmanteil |
| -------------- | ------- | ----------- |
| 1977           | 1.831   | 59,90 %     |

Bei den Parlamentswahlen 1972 trat Camara als Kandidat der National Convention Party (NCP) im Wahlkreis Bakau an. Er konnte als politischer Newcomer den Wahlkreis gegen seinen Gegenkandidaten und bisherigen Vertreter des Wahlkreises ab 1966 im Repräsentantenhaus Abdoulie K. N’Jie (PPP) gewinnen.
Camara starb im März 1978 bei einem Verkehrsunfall, er wurde mit einem Staatsakt geehrt.